# Fighting Oligarchy Tour
De Fighting Oligarchy Tour (de Bestrijd Oligarchie Tour) , soms omgedoopt als Where We Go from Here, is een reeks Amerikaanse politieke bijeenkomsten, die gehouden worden in veelal Republikeinse staten, en de zogenoemde swing-states (zoals Montana, Utah, Idaho, Michigan en Pennsylvania) De rally's worden georganiseerd door de onafhankelijke Amerikaanse senator Bernie Sanders van Vermont en het Democratische congreslid Alexandria Ocasio-Cortez. Tijdens de tournee werden toespraken gehouden, muziekoptredens gegeven en werd de nood voor beleidsmaatregelen die het leven van de werkende klasse kunnen verbeteren, zoals universele gezondheidszorg en vermogensbelasting, verdedigd en gepromoot.
Met de tournee willen de twee politici mensen aanzetten om op te komen tegen het beleid van de regering-Trump. Daarnaast proberen ze vrijwilligers te verzamelen die progressieve kandidaten kunnen helpen om verkozen te worden. Media, waaronder The New York Times, zagen overeenkomsten met historische protestbewegingen zoals Occupy Wall Street.
De rally's startten op 21 februari 2025 in Omaha, Nebraska, met als doel het bestrijden van de oligarchie en de invloed van miljardairs en bedrijven in de Amerikaanse politiek. Op 20 maart begon in Las Vegas, Nevada, het deel van de campange die het westen van de VS bestreek. Op 21 maart bezochten 34.000 mensen een bijeenkomst in Denver, Colorado. Het was groter dan elk ander evenement dat de Democratische Partij destijds organiseerde. Bovendien trok het meer publiek dan tijdens de twee presidentscampagnes van Sanders. Op 12 april volgde een menigte van 36.000 mensen in Los Angeles.
Sanders lanceerde de campagne na de herverkiezing van Donald Trump in november 2024, wat Sanders aanhaalde als bewijs voor de groeiende invloed van bedrijven op het bestuur, dit omdat miljardairs grote sommen geld uittrokken voor Trumps campagne. Samen met Alexandria Ocasio-Cortez en andere progressieve figuren wilde Sanders de economische ongelijkheid en de politieke machtsdynamiek aanpakken.

## Boodschap en thema's
De toernee richt zich op het verzet tegen de oligarchie, een systeem waarin een kleine groep, rijke elite aanzienlijke invloed heeft op politieke en economische zaken. Sprekers behandelen onderwerpen als inkomensongelijkheid, bedrijfs lobby's en democratische integriteit, waarbij ze pleiten voor hervormingen zoals Medicare for All (Universele gezondheidszorg), een vermogensbelasting en veranderingen in de wetgeving op het gebied van campagnefinanciering (om Citizen United V. federal Election Commission ongedaan te maken. De evenementen stimuleren ook de deelname van de bevolking aan lokale en verkiezingscampagnes. Andere doelen zijn onder meer het hervormen van de Democratische Partij om deze dichter bij haar ‘wortels uit het FDR-tijdperk ’ te brengen (de partij van de werkende klasse) in een poging om de kiezers uit de Rust-Belt (de Fabrieksstaten Michagan, Wisconsin, Pennsylvania) terug aan te trekken, en het onder druk zetten van Republikeinse wetgevers in cruciale kiesdistricten om de Republikeinse begrotingsplannen zoals bezuinigingen op Medicaid en belastingverlagingen voor de rijken af te wijzen.

### Coachella 2025-optreden
Op 12 april 2025 verscheen Sanders op het podium van het populaire muziekfestival Coachella (in Californië) tussen de acts Charli XCX en Clairoom een publiek van 36.000 toe te spreken.

## Muziek

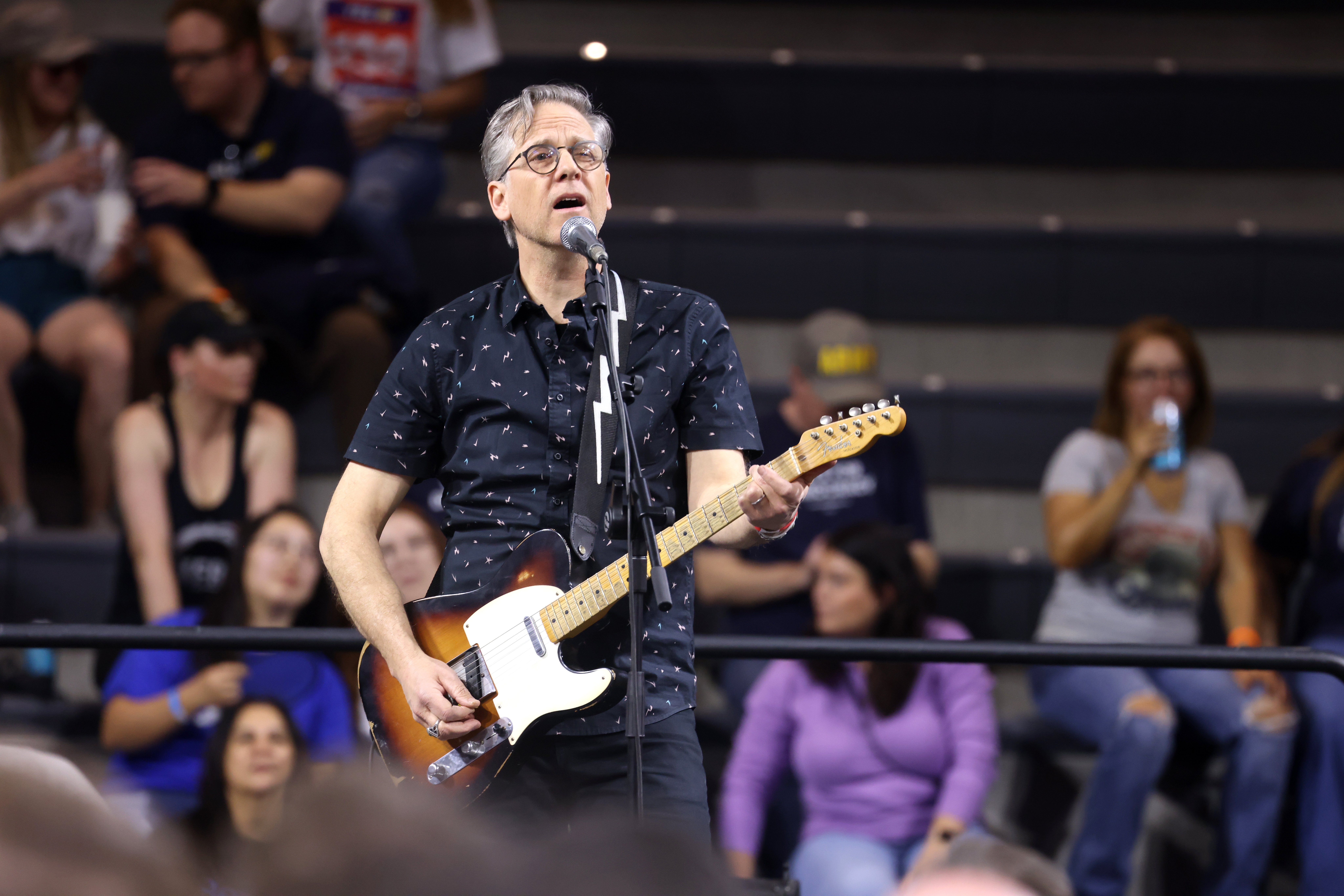
Joey Burns van de rockband Calexico trad op 20 maart op tijdens een bijeenkomst in Tempe.

Tijdens veel van de evenementen worden toespraken afgewisseld met muzikale optredens. Zo traden onder meer Laura Jane Grace en het duo Kinsella & Pulse LLC op tijdens het evenement op 7 maart in Kenosha, Wisconsin, en Poliça verzorgde het voorprogramma voor het evenement op 8 maart in Altoona. Een lied dat veelvuldig terug kwam was "Rockin' in the Free World" van Neil Young (een lied dat Sanders ook gebruikte tijdens zijn campagne in 2016)

## Ontvangst
Vanaf 12 april (2025) trok de 'Fighitng Olicharchy Tour' meer dat 100.000 deelnemers verspreid over verschillende Amerikaanse staten. Op 26 maart melde nieuwsorganisatie Politico dat de Fighting Oligarchy rallies "Groter was dan elke ander evenement dat werd gehouden door Democraten " en dat ze zorgden voor een "wederopstanding" van het progressieve gedachtegoed. Sanders zij dat "twee derde van wie zich geregistreerd hadden om de rally bij te wonen, hem noch nooit hadden gezien of voor zijn campagne hadden gedoneerd". Daarnaast was er meer publiek tijdens de Rally in Denver (Colorado) dan tijdens eender welk evenement tijdens zijn gooi naar de nominatie voor Democratisch presidentskandidaat. De opkomst contrasteert met de lage populariteit van de Democratische Partij.
Door het succes van hun campagne, begint er binnen het Democratische partij wat te schuiven. Zo steunt Malcolm Kenyatta (Vice voorzitter van de Democratisch Nationaal Comité (DNC)), wdie eerder nog zeer kritisch over Sanders, hun tournee. Malcolm Kenyatta zei dat de demonstraties "niet links versus rechts" waren. Het gaat om "vechten versus vluchten". Kenyatta had Sanders in het verleden al bekritiseerd.
Toch krijgen Alexandia Ocasio-Cortez en Sanders veel kritiek; omdat ze privéjets gebruikt om van stad naar stad te gaan. Sommigen beschreven hen als "champagne-socialisten". Als reactie hierop zei Sanders tijdens een interview met Fox News dat het gebruik van privéjets voor campagnes standaardpraktijk is, en dat het ‘de enige manier is om met 30.000 mensen te praten’.